# Almuafaque
Abu Amade Talha ibne Jafar (lit. "Abu Amade Talha, filho de Jafar" árabe: أبو أحمد طلحة بن جعفر; romaniz.: Abu Ahmad Talha ibn Ja'far; 842-2 de junho de 891), melhor conhecido por seu lacabe como Almuafaque Bilá (em árabe: الموفق بالله; romaniz.: al-Muwaffaq bi-Allah; lit. "Abençoado por Deus"), foi um príncipe e líder militar, que atuou como regente virtual do Califado Abássida por boa parte do reinado de seu irmão, o califa Almutâmide (r. 870–892). Sua estabilização do cenário político interno após uma década de Anarquia em Samarra, a defesa bem-sucedida do Iraque contra o Império Safárida e a supressão da Rebelião Zanje restaurou em grande parte o poder do califado e começou um período de recuperação, que culminou no reinado de seu próprio filho, Almutadide (r. 892–902).
Almuafaque era filho de Mutavaquil (r. 847–861) e sua escrava concubina Um Ixaque. Aparece pela primeira vez em 861, quando presenciou, e talvez participou, no assassinato de seu pai. Em 865, foi nomeado pelo califa Almutaz (r. 866–869) para comandar as operações contra seu irmão, Almostaim (r. 862–866), que havia fugido para Baguedade com os turcos seniores Buga e Uacife. Após o cerco bem-sucedido da cidade e o estabelecimento de um acordo, Abu Amade retornou para Samarra onde foi recebido com honra por Almutaz, porém logo seria jogado na prisão e seria poupado somente pelo apoio dos oficiais turcos. Foi exilado para Baçorá, onde permaneceu por algum tempo antes de receber permissão para partir para Baguedade. Pelo tempo que ficou na cidade tornou-se muito popular e à época da morte de Almutaz, a população local criou tumultos para que fosse elevado como califa.
À morte de Almutadi (r. 869–870), rapidamente dirigiu-se a Samarra para apoiar seu irmão e novo califa, Almutâmide (r. 870–892), e assegurar o controle do governo. Devido a sua íntima relação com o exército turco, Almuafaque foi nomeado o intermediário entre o governo califal e os líderes militares turcos, e para aumentar a posição deles logo tratou de debelar os demais corpos do exército califal. Ele também tornou-se chefe das finanças califais e em pouco tempo recebeu um comando extenso que englobou boa parte das províncias ainda sob controle califal. Seu irmão inclui-lo-ia na linha sucessória depois de seu filho Almufauade. Nessa posição, promoveu uma série de campanhas que restauraram a autoridade califal em vários pontos do império, porém sua obra permaneceu incompleta devido a um quadro de gota. Seu filho Almutadide conseguir tornar-se califa à morte de seu tio.

## Vida

### Infância

Árvore genealógica dos abássidas do século IX

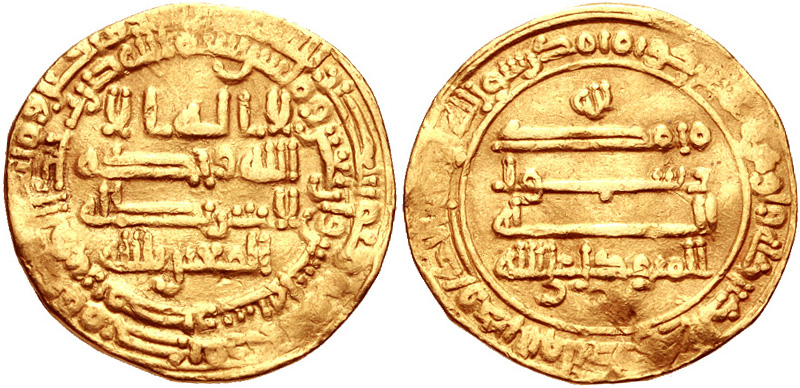
Dinar de ouro de Mutavaquil r.

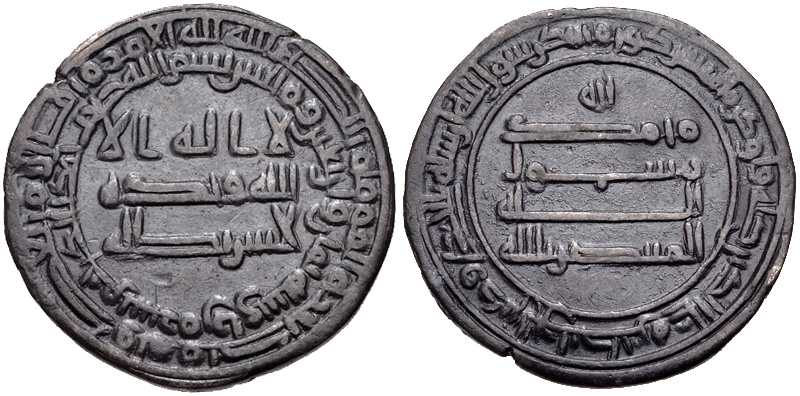
Dirrã de Almontacir r.

Talha, comumente conhecido pelo tecnônimo Abu Amade, era filho do califa Mutavaquil (r. 847–861) e uma escrava concubina, Um Ixaque. Em 861, presenciou o assassinato de seu pai em Samarra por escravos militares turcos (gulans): Atabari relata que ele estava bebendo com seu pai naquela noite, e foi de encontro aos assassinos enquanto ia ao banheiro, mas após tentar proteger o califa, ele retirou-se para seus aposentos quando percebeu que seus esforços eram inúteis. O assassinato foi quase certamente instigado pelo filho e herdeiro de Mutavaquil, Almontacir (r. 861–862), que em seguida ascendeu ao trono; contudo, o papel de Abu Amade na questão também é suspeito, dado seus íntimos laços mais tarde com os líderes militares turcos. Segundo Hugh Kennedy, "é possível, portanto, que Abu Amade já tivesse laços íntimas com os jovens turcos antes do assassinato, ou que foram forjados naquela noite". Esse assassinato abriu um período instabilidade interna conhecido como "Anarquia em Samarra", onde os chefes militares turcos rivalizaram com outros grupos poderosos e com entre si pelo controle do governo e seus recursos financeiros.
Em fevereiro de 865, que o califa Almostaim (r. 862–866) e dois oficiais turcos seniores, Uacife e Buga, fugiram para Baguedade, onde podiam contar com o apoio dos taíridas. O exército turco em Samarra então escolheu como califa o irmão de Almostaim, Almutaz (r. 866–869), e Abu Amade recebeu o comando das operações contra Almostaim e seus apoiantes. O Cerco de Baguedade durou de fevereiro a dezembro, depois do qual um acordo foi selado. Contrariando os termos acordados, Almostaim foi assassinado. É provável que foi durante este tempo que Abu Amade consolidou sua relação com o exército turco, especialmente com Muça ibne Buga, que desempenhou um papel crucial durante o cerco. Abu Amade solidificou ainda mais seus laços quando assegurou um perdão para Buga.
Em seu retorno para Samarra, Abu Amade foi inicialmente recebido com honra pelo califa, mas logo foi jogado na prisão como um rival potencial, junto com outro de seus irmãos, Almuaiade. O último foi logo executado, mas Abu Amade sobreviveu por conta da proteção do exército turco. Posteriormente, foi libertado e exilado para Baçorá antes de receber permissão para retornar para Baguedade. Ele era tão popular lá que à época da morte de Almutaz, houve tumulto popular na cidade em favor de sua elevação como califa. Apesar disso, Almutadi (r. 869–870) foi escolhido.

### Regente do califado

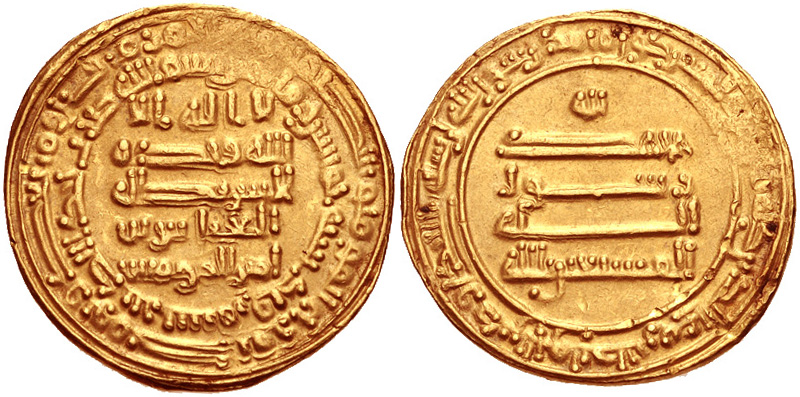
Dinar de ouro de Almostaim r.

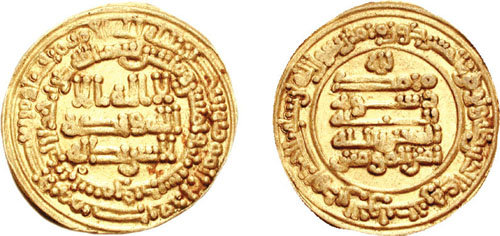
Dinar de ouro de Almutaz r.

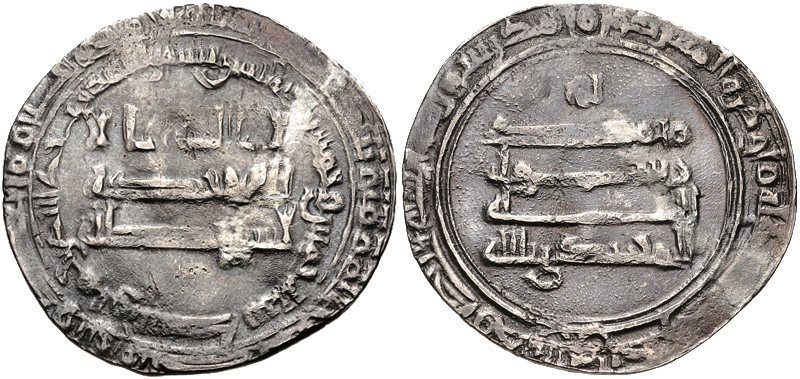
Dirrã de Almutadi r.

No momento que Almutadi foi morto pelos turcos em junho de 870, Abu Amade estava em Meca. Imediatamente foi para Samarra, onde ele e Muça ibne Buga apoiaram o novo califa, Almutâmide (r. 870–892), e asseguraram o controle do governo. Ele diferiu da maioria dos príncipes abássidas de seu tempo por sua íntima relação e participação nos assuntos militares. Em sua carreira ecoa a de seu avô, Almotácime (r. 833–842). Como ele, seu poder se baseou na grande extensão de sua íntima associação com o exército turco: em decorrência das exigências da classe turca para que um dos irmãos do califa fosse nomeado como seu comandante, superando seus próprios líderes, que foram acusados de se apropriarem dos salários, Almuafaque foi nomeado o principal intermediário entre o governo califal e o exército turco. Em retorno pela lealdade dos turcos, ele abolou os demais corpos do exército califal como os Magariba ou os Faraguina, que não são mais mencionados depois de ca. 870. Kennedy sumariza os arranjos da seguinte forma: "[Ele] assegurou o estatuto e posição deles como o exército do califado e [seu] papel na administração civil significou que eles receberiam seu pagamento". Sua relação pessoal com a liderança do exército turco — inicialmente Muça ibne Buga, bem como Caigalague e Ixaque ibne Cundaje após a morte de Muça em 877 — seu prestígio como príncipe da dinastia e a exaustão após uma década de guerra civil, permitiram-no estabelecer controle inconteste sobre os turcos, como indicado pela disposição deles para participar em campanhas custosas sob sua liderança.
Dentro de pouco tempo, Abu Amade recebeu um comando extenso que cobriu boa parte das terras ainda sob autoridade califal: o oeste da Arábia, o sul do Iraque com Baguedade e Pérsis. Para denotar sua autoridade, assumiu um nome honorífico ao estilo dos califas, Almuafaque Bilá. Seu poder foi expandido ainda mais em 875, quando o califa incluiu-o na linha sucessão após seu próprio filho, Jafar Almufauade, e dividiu o império em duas grandes esferas de governo. As províncias ocidentais foram dadas a Almufauade, enquanto a Almuafaque foi dado as orientais; na prática, ele continuou a exercer controle sobre as províncias ocidentais também. Com Almutâmide confinado em Samarra, ele e seus secretários pessoais (Solimão ibne Uabe, Saíde ibne Maclade e Ismail ibne Bulbul) governaram o califado a partir de Baguedade. A ínfima autoridade que Almutâmide gozava foi reduzida ainda mais após a morte do vizir Ubaide Alá ibne Iáia ibne Cacane em 877, quando Almuafaque assumiu o direito de nomear os vizires califais. Seu secretário, Saíde ibne Maclade, foi a figura excepcional da burocracia califal até sua desgraça em 885, depois do que Ismail ibne Bulbul serviu como vizir de ambos os irmãos.

### Campanhas

Jibal e Iraque à época do conflito entre o Califado Abássida e o Império Safárida. As rotas do mapa mostram o percurso e posterior encontro dos exércitos rivais em Dair Alacul

Zonas atacadas e/ou ocupadas pelos zanjes durante a Rebelião Zanje

Como o principal líder militar do califado, recaiu sobre Almuafaque os vários desafios à autoridade imperial que surgiram durante estes anos. De fato, como Michael Bonner escreve, "a liderança decisiva de Almuafaque salvou o Califado Abássida da destruição em mais de uma ocasião". As principais ameaças militares ao Califado Abássida eram a Rebelião Zanje no sul do Iraque e as ambições de Iacube ibne Alaite, o fundador do Império Safárida, no Oriente.
Um soldado humilde, Iacube, apelidado Alçafar ("O Caldeireiro"), explorou o tumulto em Samarra para ganhar controle sobre seu nativo Sistão, e então expandir seu controle. Cerca de 873, governava quase todos os territórios orientais do califado, expulsando do poder os até agora dominantes taíridas, um movimento denunciado por Almuafaque. Finalmente, em 875 ele tomou controle da província de Pérsis, que não apenas forneceu-lhe muito da escassa receita dos cofres do califado, mas também estava perigosamente próxima do Iraque. Os abássidas tentaram evitar um ataque a Iacube por formalmente reconhecerem-no como governador de todas as províncias orientais e por garantirem-lhe honras especiais, incluindo adicionando seu nome na oração da sexta-feira e nomeando-o à posição influente de saíbe da xurta (chefe de polícia) em Baguedade.[a] No entanto, no ano seguinte Iacube começou seu avanço contra Baguedade, até ser confrontado e decisivamente derrotado pelos abássidas de Almuafaque e Muça ibne Buga na Batalha de Dair Alacul próximo da cidade. A vitória abássida, uma completa surpresa para muitos, salvou a capital e permitiu a recuperação de Avaz, mas apesar da morte de Iacube por causa de uma doença em 879, os safáridas continuaram firmemente instalados em seus domínios em boa parte do Irã.
A luta contra os insurretos escravos zanjes nos pântanos do sul do Iraque — segundo Michael Bonner "a maior rebelião escrava na história do islã" — que começou em setembro de 869, foi longa e muito difícil, e quase levou o califado a sua ruína. Devido a ameaça safárida, os abássidas não puderam mobilizar-se contra os zanje até 879, Consequentemente, os zanjes inicialmente mantiveram a dianteira, capturando boa parte do Iraque inferior, incluindo Baçorá e Uacite e derrotando os exércitos abássidas, que foram reduzidos ao tentar conter o avanço zanje. A balança virou após 879, quando o filho de Almuafaque, Abu Alabás, o futuro califa Almutadide (r. 892–902), recebeu o comando. Abu Alabás uniu-se a Almuafaque em 880, e numa sucessão de conflitos nos pântanos do sul do Iraque, as forças abássidas repeliram os zanjes em direção a sua capital, Muctara, que caiu em agosto de 883. Outro filho de Almuafaque, Harune, também participou nas campanhas. Ele também serviu como governador nominal de algumas províncias, mas morreu jovem em 7 de novembro de 883. A vitória sobre os zanjes foi celebrada como um grande triunfo para Almuafaque e seu regime: Almuafaque recebeu o título de vitória Alnácer Lidim Alá, "ele que sustenta a Fé de Deus", enquanto seu secretário Saíde ibne Maclade recebeu o título de dul vizarataim, "titular dos dois vizirados".

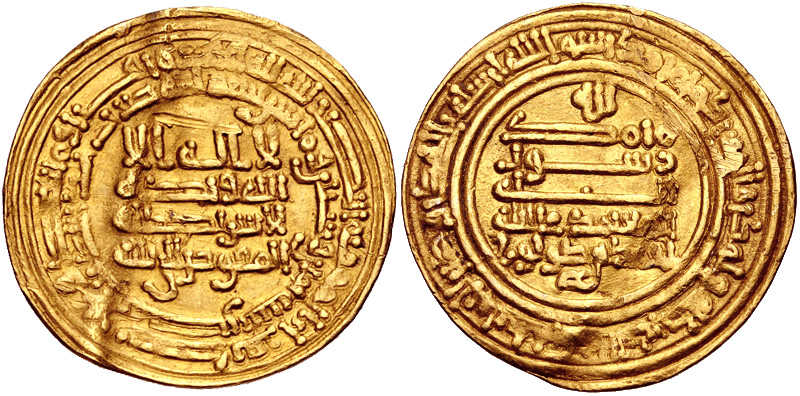
Dinar de ouro de Amade ibne Tulune r.

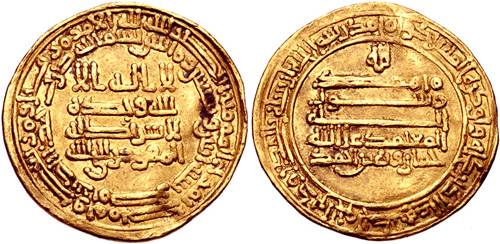
Dinar de ouro de Cumarauai r.

Reino Tulúnida em 893

Ao mesmo tempo, Almuafaque também teve que confrontar a ameaça imposta pela ambição do governador do Egito, Amade ibne Tulune (r. 868–884). Filho do escravo turco Tulune, Amade foi governador provincial desde o reinado de Almutaz, e expandiu muito seu poder em 871, quando expulsou o agente fiscal califal e assumiu o controle direto da receita do Egito, que ele usou para criar um exército de gulans próprio. Explorando a cisão entre o impotente califa e seu irmão com demonstrações de apoio ao primeiro, e confiando em seu poderoso exército, Amade ganhou controle sobre a Síria e a antiga zona fronteiriça com o Império Bizantino (tugur). Cerca de 882, governou como governante independente de facto, adicionando seu nome às moedas ao lado dos nomes do califa e seu herdeiro. Almuafaque tentou conter os avanços de Amade ao nomear o confiável Muça ibne Buga como governador do Egito, mas a carência de fundos frustrou seus planos, permitindo a Amade consolidar seu poder no ocidente. Em 882, Almutâmide tentou escapar de Samarra e procurar santuário com Amade, mas foi preso e colocado sob prisão domiciliar. Esse evento abriu ainda mais a fenda entre Amade e Almuafaque. Amade tentou declarar uma jiade contra o regente, e o último fez maldições contra o tulúnida que foram lidas nas mesquitas do califado. Após a morte de Amade em 884, Almuafaque tentou novamente retomar o controle do Egito do sucessor de Amade, Cumarauai (r. 884–896). Cumarauai, contudo, derrotou uma expedição sob Abu Alabás e estendeu seu controle sobre boa parte da Jazira e Cilícia. Em 886, Almuafaque foi forçado a reconhecer os tulúnidas como governadores do Egito e Síria por 30 anos em troca de um tributo anual de 300 000 dinares de ouro.
Com os zanjes subjugados, após 883 Almuafaque virou sua atenção novamente para o Oriente. O irmão e sucessor de Iacube Alçafar, Anre ibne Alaite (r. 879–901), reconheceu a suserania do califal e foi recompensado com o governo das províncias orientais e a posição de saíbe de xurta de Baguedade — essencialmente os mesmos postos que os taíridas retinham — em troca de um tributo anual, mas logo ele teve problemas para assegurar sua autoridade, especialmente no Coração, onde Rafi ibne Hartama emergiu como líder das antigas tropas taíridas. Em 884/885, Anre foi formalmente privado de seu governo do Coração em favor do duláfida Amade ibne Abedalazize, e o exército sob o vizir Saíde ibne Maclade conquista boa parte de Pérsis, forçando Anre a vir para o ocidente. Após um sucesso inicial contra o general Tarque ibne Alabas, Anre foi repelido por Amade ibne Abedalazize em 886, e novamente em 887 por Almuafaque em pessoa. No entanto, a ameaça dos tulúnidas e bizantinos no ocidente forçou Almuafaque a negociar um acordo em 888/889 que amplamente restaurou o antigo status quo. Em 890, Almuafaque novamente tentou tomar Pérsis, mas dessa vez Amade ibne Abedalazize foi derrotado e outro acordo restaurou a paz, os títulos e possessões de Anre.
Próximo ao fim da década de 880, as relações de Almuafaque com seu filho Abu Alabás deterioraram, embora a razão é incerta. Em 889, Abu Alabás foi capturado e preso sob ordens de seu pai, onde permaneceu apesar das demonstração de lealdade a ele dos gulans. Aparentemente permaneceu preso até maio de 891, quando Almuafaque, já próximo da morte, retornou para Baguedade após dois anos em Jibal. Por esse tempo, a gota da qual por muito tempo sofreu incapacitou-o de modo que não pode nem mesmo montar, e requereu uma liteira especialmente preparada. Era evidente para os observadores que ele estava se aproximando da morte. O vizir ibne Bulbul, que se opôs a Abu Alabás, convocou Almutâmide e Almufauade à cidade, mas a popularidade de Abu Alabás com as tropas e a população foi tamanha que ele foi libertado do cativeiro e reconhecido como o herdeiro de seu pai. Almuafaque morreu em 2 de junho, e foi sepultado em Alruçafa próximo da tumba de sua mãe. Dois dias depois, Abu Alabás sucedeu-o em seus ofícios e recebeu o juramento de fidelidade como segundo herdeiro depois de Almufauade. Em outubro de 892, Almutamide faleceu e Abu Alabás Almutadide afastou seu primo e ascendeu ao trono, rapidamente emergindo como "o mais poderoso e efetivo califa desde Mutavaquil" (Kennedy).